# Polystachya caduca
Polystachya caduca är en orkidéart som beskrevs av Heinrich Gustav Reichenbach. Polystachya caduca ingår i släktet Polystachya och familjen orkidéer.
Artens utbredningsområde är Etiopien. Inga underarter finns listade i Catalogue of Life.